# Yaounde virus
Lo Yaounde virus (YAOV)  è un arbovirus appartenente alla famiglia Flaviviridae e al genere Flavivirus.
Il virus è stato isolato per la prima volta a Yaoundé in Camerun, non si conosce in quale animale ospite alberghi.
Esso è un flavivirus che appartiene al numeroso gruppo dei virus dell'encefalite giapponese (JEV).